# Caroline Sandsjoe
Caroline Sandsjoe, född 25 september 1992, är en svensk friidrottare. Hon vann SM-guld 2012 och 2014 på 60 meter inomhus. Sandsjoe tävlar för IF Göta.
Vid junior-EM i Tallinn, Estland år 2011 gick hon vidare från försöken på 100 meter men slogs ut i semifinal. På 200 meter slogs hon ut direkt i försöken.
Sandsjoe tävlade på 100 meter vid U23-EM 2013 i Tammerfors men slogs ut i försöken. Hon deltog även i stafett 4 x 100 meter tillsammans med Elin Östlund, Hanna Adriansson och Daniella Busk; laget kom på en sjätteplats (av sju startande).

## Personliga rekord
| Utomhus - 100 meter – 11,72 (Sundsvall 17 juni 2012) - 100 meter – 11,60 (medvind) (Vellinge 26 augusti 2011) - 200 meter – 24,15 (Helsingfors, Finland 10 september 2011) - 200 meter – 23,99 (medvind) (Gävle 14 augusti 2011) - 300 meter – 40,13 (Göteborg 1 juli 2007) | Inomhus - 60 meter – 7,46 (Göteborg 22 februari 2014) - 200 meter – 24,31 (Steinkjer, Norge 11 februari 2012) |